# Hontanaya
Hontanaya – gmina w Hiszpanii, w prowincji Cuenca, w Kastylii-La Mancha, o powierzchni 53,63 km². W 2011 roku gmina liczyła 365 mieszkańców.